# Хлудов триод
Хлудовият триод e среднобългарски пергаментен ръкопис в Държавния исторически музей, Москва (Хлуд. № 133).
Открит е от Александър Хилфердинг в Марков манастир. Датира от края на XIII век. По съдържание е постен и цветен триод (триод-пентикостар). Сред църковните песнопения в него има и части от богослужебни канони, съчинени от Константин Преславски.